# محمد شجری
محمد شجری (زادهٔ ۸ شهریور ۱۳۷۰) یک بازیکن فوتسال اهل شهرستان زرندیه،مامونیه،
از باشگاه‌هایی که در آن بازی کرده‌است می‌توان به باشگاه فوتسال شرکت ملی حفاری اهواز و باشگاه فوتسال شهرداری ساوه اشاره کرد.